# Gocław (voivodato de Mazovia)
Gocław es un localidad de Polonia situada en el voivodato de Mazovia. Tiene una población estimada, a fines de 2023, de 872 habitantes.
Está ubicada en el municipio (gmina) de Pilawa, en el distrito (powiat) de Garwolin. Se encuentra aproximadamente a 6 km al norte de Pilawa, 14 km al noroeste de Garwolin, y a 45 km al sureste de Varsovia. Entre 1975 y 1998 perteneció al voivodato de Siedlce.